# Muyinga (comuna)
Muyinga es una comuna de la provincia de Muyinga en Burundi. En agosto de 2008 tenía una población censada de 138 227 habitantes.
Se encuentra ubicada al noreste del país, acerca del río Rurubu, del Parque nacional de Ruvubu y de la frontera con Tanzania. 